# Vasili al II-lea al Moscovei
Vasili al II-lea Vasilievici cel Orb (în rusă Василий II Васильевич Тёмный; n. 10 martie 1415, Moscova, Cnezatul Moscovei – d. 27 martie 1462, Moscova, Cnezatul Moscovei) a fost un Mare Cneaz al Moscovei a cărui lungă domnie (1425–1462) a fost afectată de cel mai mare război moscovit din  istoria veche rusă.